# Caphyra rouxii
Caphyra rouxii is een krabbensoort uit de familie van de Portunidae. De wetenschappelijke naam van de soort is voor het eerst geldig gepubliceerd in 1832 door Guérin.